# Železniční trať Liberec – Česká Lípa
Železniční trať Liberec – Česká Lípa (v jízdním řádu pro cestující označená číslem 086) vede z Liberce přes Jablonné v Podještědí, Mimoň a Zákupy do České Lípy. Jde o jednokolejnou celostátní dráhu, v okolí Kryštofova Údolí prochází pěti tunely a přes dva viadukty. Provoz na trati z České Lípy do Mimoně byl zahájen v roce 1883, z Mimoně do Liberce roku 1900. Trať se nachází v Libereckém kraji.

## Historie tratě
Společnost Ústecko-teplická dráha (A.T.E.) potřebovala zvýšit objem přepravy uhlí ze severočeské uhelné pánve pro spotřebitele na severu Čech a proto se rozhodla postavit železniční trať z Řetenic u Teplic na Lovosice, Českou Lípu až do Liberce. Celý záměr se podařilo naplnit až roku 1900, kdy byl ale Liberec zásobován uhlím jinými cestami. Navíc ani parametry tratě se stoupáním a oblouky v horských úsecích neumožňovaly přepravovat těžké soupravy.
V roce 1883 byl dostavěn a uveden do provozu úsek z České Lípy do Mimoně včetně napojené vlečky ze Zákup do cukrovaru v Nových Zákupech. Tato 16,4 km dlouhá lokální trať patřila od roku 1883 Rakouské společnosti místních drah. Od ní ji roku 1894 převzal stát a ten ji za 2 600 000 korun prodal již uvedené Ústecko-teplické dráze. Ta využila jen těleso tratě, koncová nádraží postavila svoje.
Úsek z České Lípy do Lovosic (dnes trať 087) byl uveden do provozu v roce 1898. V roce 1900 byla dokončena zbývající část trasy z Mimoně do Liberce. V Mimoni byla vedena trať jinudy, pro liberecké pokračování nebylo využito staré mimoňské nádraží, ale vybudováno nové, dodnes sloužící svému účelu. Roku 1923 byla celá trať zestátněna. V roce 1932 byla zastavena doprava na odbočce do Mimoně staré nádraží. Dne 28. května 1989 byla dokončena přeložka trati od České Lípy k Vlčímu Dolu dlouhá 6 km, původní trasa byla z části využita jako cyklostezka Vlčí Důl. Od GVD 2018/19 přestaly všechny vlaky zastavovat ve stanici Zákupy, skoro všechny v zastávkách Vlčí Důl-Dobranov a Velký Grunov, a většina v zastávce Pertoltice pod Ralskem.

## Mimořádné události
Při povodních v červnu 2013 se sesunula trať v délce 70 metrů poblíž stanice Křižany. Výluka trati trvala po celý rok. Opravy začaly až v listopadu 2013 a skončily v květnu 2014.
Hlavní část oprav byla hotová v květnu a od 1. června 2014 začaly po trati jezdit rychlíky a spěšné vlaky.

## Navazující tratě

### Liberec
- Železniční trať Pardubice–Liberec
- Železniční trať Liberec–Harrachov
- Železniční trať Liberec–Zawidów
- Železniční trať Liberec–Zittau

V Liberci na nádraží je možno použít i tramvajovou linku č. 11 do Jablonce nad Nisou

### Jablonné v Podještědí
- Železniční trať Svor – Jablonné v Podještědí (již zrušena)

### Česká Lípa hlavní nádraží
- Železniční trať Bakov nad Jizerou – Jedlová
- Železniční trať Benešov nad Ploučnicí – Česká Lípa
- Železniční trať Lovosice – Česká Lípa

## Vlaky

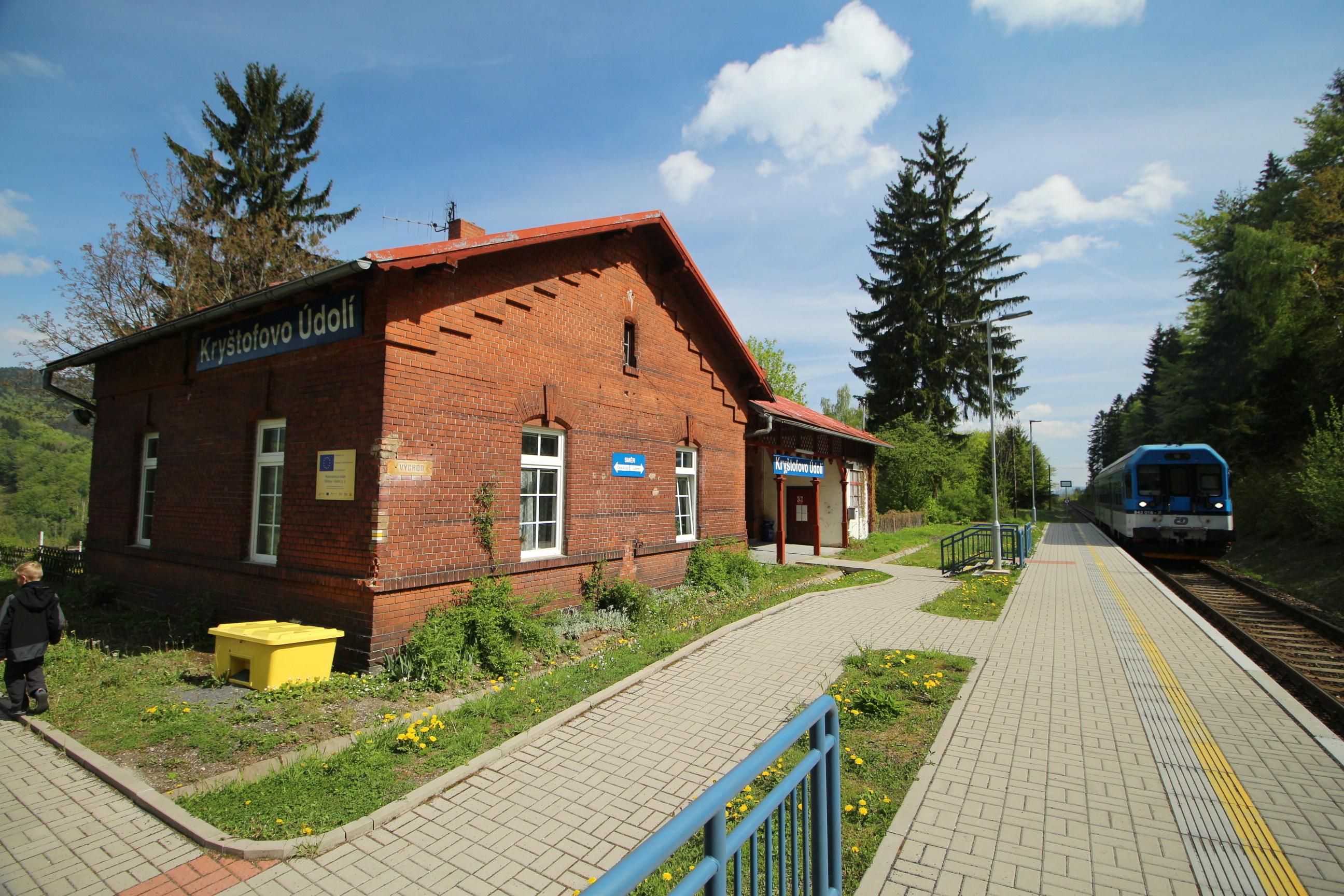
Kryštofovo údolí, nádraží

Po této trati v současnosti jezdí osobní vlaky Liberec – Česká Lípa hlavní nádraží – Děčín hlavní nádraží a rychlíky linky R14B Liberec – Česká Lípa hlavní nádraží – Ústí nad Labem hlavní nádraží, provozované v pravidelných dvouhodinových intervalech.
Rychlíky na této trati vozily do prosince roku 2020 motorové vozy 843 s přípojnými vozy. Osobní vlaky vozily do prosince roku 2022 motorové vozy 843 s řídícími vozy nebo motorové jednotky 844.
V pravidelném provozu tu až do roku 2011 některé rychlíky tahaly i motorové lokomotivy 750 (Brejlovec).
V letním období byl do roku 2020 po trati veden i nostalgický spoj „Lužický motoráček“, jezdící na trase Liberec – Česká Kamenice (dopravce KŽC Doprava). Ten byl veden motorovým vozem M 262.0. O letních víkendech zde jezdí také rekreační spoj z Drážďan na Máchovo jezero, který provozuje Die Länderbahn motorovou jednotkou německé řady 642.
Do nejbližších let byl Českými drahami plánován nákup nových moderních motorových jednotek pro provoz osobních vlaků z Liberce do České Lípy, svůj záměr však v létě 2012 přehodnotily. Dvakrát byl ohlášen záměr Ministerstva dopravy vypsat výběrové řízení na provozovatele rychlíků na trase Liberec – Česká Lípa – Ústí nad Labem, ale v GVD 2019/2020 je stále provozovaly České dráhy. V září roku 2020 bylo oznámeno, že od nového GVD bude zdejší rychlíky provozovat společnost ARRIVA vlaky. Provoz na lince R14B převzala společnost v prosinci 2020 s příchodem GVD 2020/2021, přičemž nasadila motorové jednotky řady 845.
Provoz osobních vlaků na lince L2 Liberec – Česká Lípa – Dečín převzala v prosinci 2022 s příchodem GVD 2022/2023 společnost Die Länderbahn. Spoje, vedené pod obchodní značkou trilex (TL) obsluhují motorové jednotky Siemens Desiro řady 642.

## Stanice a zastávky na trati
- Liberec – nádraží bylo postaveno v roce 1859 jako součást pardubicko-liberecké dráhy, první rekonstrukcí prošlo před otevřením dráhy do České Lípy roku 1900 a druhou za 48 mil. Kč v letech 2009-2011. Přístup na jednotlivá nástupiště umožňují podchody a výtahy. Nádraží je vybaveno audiovizuálním informačním systémem. V blízkosti je hlavní autobusové nádraží a zastávka autobusů i tramvají MHD. Nádraží je průjezdné, kříží se zde pět železničních tratí.
- Liberec-Horní Růžodol – nádraží leží v liberecké čtvrti VII – Horní Růžodol. Nedaleko se nachází dolní stanice kabinové lanovky na Ještěd v provozu Českých drah. Zastavují tu jen osobní vlaky.
- Ostašov – zastávka leží v liberecké čtvrti XX – Ostašov. Zastavují tu jen osobní vlaky. Zastávka je vybavena krytou čekárnou a je na znamení.
- Karlov pod Ještědem – nádraží leží v liberecké čtvrti XXXV – Karlov pod Ještědem. Zastavují tu jen osobní vlaky. V současné době zde probíhá křižování osobních vlaků.
- Kryštofovo Údolí – zastávka leží v obci Kryštofovo Údolí. Zastavují tu jen osobní vlaky. Zastávka je vybavena krytou čekárnou a je na znamení.
- Novina – zastávka leží v Novině, části obce Kryštofovo Údolí. Zastavují tu jen osobní vlaky. Zastávka je vybavena krytou čekárnou a je na znamení. V blízkosti zastávky se nachází unikátní třicet metrů vysoký železniční viadukt z roku 1900, dlouhý 202 metrů.
- Křižany – nádraží leží nad vesnicí Křižany. Zastavují tu jen osobní vlaky. V současné době zde probíhá křižování osobních vlaků s rychlíky.
- Zdislava – zastávka leží v obci Zdislava. Zastavují tu jen osobní vlaky. Zastávka je vybavena dnes již nevyužívanou nádražní budovou a je na znamení.
- Rynoltice – nádraží leží v obci Rynoltice. Zastavují tu jen osobní vlaky. V současné době zde probíhá křižování některých vlaků. Stanice není vybavena odjezdovými návěstidly.[20] V roce 2013 bylo nádraží vyhlášeno v anketě jakko Nejkrásnější nádraží roku.
- Lvová – zastávka leží v části Lvová města Jablonné v Podještědí. Zastavují tu jen osobní vlaky. Zastávka je vybavena krytou čekárnou a je na znamení. V blízkosti zastávky se nachází známý zámek Lemberk
- Jablonné v Podještědí – nádraží se nachází ve městě Jablonné v Podještědí. Zastavují zde všechny vlaky. V současné době zde probíhá křižování rychlíků. V nádražní budově se nachází muzejní expozice týkající se historie této tratě
- Velký Valtinov – zastávka leží v obci Velký Valtinov. Zastavují tu jen osobní vlaky. Zastávka je vybavena krytou čekárnou a je na znamení.
- Brniště – nádraží je vzdáleno zhruba tři kilometry od vesnice Brniště. V 70. letech 20. století zde bylo postaveno nové nádraží (nachází se přímo vedle starého) a odbočka tratě ke Stráži pod Ralskem (dodnes zachována) a to kvůli těžbě uranu. Kvůli těžbě je zde také poměrně rozlehlé kolejiště, k němuž je napojen sousední areál uzavřeného lomu kamene kopce Tlustec. Interiér budovy nového nádraží je pro cestující uzamčen, vedlejší staré nádraží slouží jako bytový prostor. Z vnějšku je na něm instalována velká sbírka železničních i jiných cedulí. Zastavují tu jen osobní vlaky a také poslední večerní rychlík do Liberce.
- Velký Grunov – zastávka leží nedaleko od obce Velký Grunov. Zastavuje tu pouze jeden ranní vlak v 5:58 směrem na Děčín. Zastávka je vybavena krytou čekárnou a je na znamení.
- Pertoltice pod Ralskem – zastávka leží v obci Pertoltice pod Ralskem. Zastavuje tu jen přibližně každý druhý osobní vlak[21]. Zastávka je vybavena krytou čekárnou a je na znamení.
- Mimoň – nové nádraží leží v západní části města Mimoň a bylo postaveno společností Ústecko-teplické dráhy (ATE/ÚTD) a spolu s tratí do Liberce veřejnosti zpřístupněno dne 16. září 1900. V Mimoni byla vybudováno několik vleček k místním závodům. Zastavují zde všechny vlaky osobní dopravy a probíhá zde křižování osobních vlaků. V roce 2016 bylo nádraží vyhlášeno v anketě jakko Nejkrásnější nádraží roku.
- Mimoň staré nádraží – leží ve východní části města Mimoň a trať z České Lípy v něm byla zakončena roku 1883. Na odbočce ke starému nádraží byla osobní doprava zastavena 29. dubna 1899 a pro veřejnou nákladní dopravu trať sloužila do roku 1932, poté byla změněna na vlečku, která funguje dosud.[22] Z trati ke starému nádraží, později změněné na vlečku, odbočuje vlečka k bývalému vojenskému letišti Hradčany. Menší část této vojenské trati dosud existuje.
- Zákupy-Božíkov – zastávka (do prosince 2016 nazývaná Božíkov) leží v části Božíkov obce Zákupy.[23] U této zastávky se nachází jediný železniční přejezd v obci, přes silnici ze Zákup do Jestřebí. Je ovládán automaticky z nádraží v Zákupech. Budova zastávky je uzavřená, neobsluhovaná a pronajatá k podnikání místní firmě. U zastávky je i zastávka autobusů a železniční most přes řeku Svitavku. Zastavují tu jen osobní, spěšné vlaky, poslední večerní rychlík do Liberce a první ranní rychlík do Ústí nad Labem. Zastávka je na znamení.
- Zákupy – zákupské nádraží ležící bylo vybudováno roku 1883 (tehdy s názvem Bahnhof Reichstadt). Jeho provoz otevřela první jízda rakouského císaře Františka Josefa I., který v Zákupech vlastnil zámek, kde někdy přebýval přes léto. Ze stanice vedla vlečka k cukrovaru v Nových Zákupech. Cukrovar byl zrušen už roku 1889,[24] odbočka později. V roce 1923 bylo nádraží i s tratí zestátněno. Po roce 1968 zde byly nakládány tanky velké sovětské posádky. V roce 2009 byla uzavřena zdejší pokladna. Část budovy je dlouhodobě pronajata prodejně dlaždic, v patře je byt, přes den je zpřístupněna čekárna. U nádraží je zastávka autobusů, přes ulici je restaurace. Od nádraží vede zelená turistická značená trasa 3953 přes zákupské náměstí do Svojkova. Od prosince 2018 zde vlaky osobní dopravy nezastavují.
- Vlčí Důl-Dobranov – zastávka leží v katastru Vítkov na území obce Česká Lípa a je pojmenována podle nedalekých vesnic Vlčí Důl a Dobranov, částí města Česká Lípa. K zastávce jezdí autobusy českolipské MHD, vede sem rovněž cyklostezka Vlčí Důl. Cyklostezka je vybudována na náspu zrušené tratě, která vedla z druhé strany stanice do České Lípy. Zastávka byla kdysi druhou od České Lípy, nově je již první. Zastavuje tu pouze jeden ranní vlak v 6:15 směrem na Děčín. Zastávka je vybavena krytou čekárnou a je na znamení.
- Česká Lípa hlavní nádraží – budova byla postavena roku 1867, dnes se v ní nachází osobní pokladny, úschovna zavazadel, dopravní kancelář i zázemí pro vlakové čety. U postupně modernizované budovy se nacházejí dvě nástupiště, tzv. hlavní (před nádražní budovou), kde zastavuje většina vlaků od Děčína, Doks, Nového Boru i Liberce a tzv. lovosické, kde zastavují všechny vlaky od Lovosic a osobní vlaky od Bakova nad Jizerou, které ve stanici končí. V blízkosti stanice je autobusové nádraží ČSAD Česká Lípa, konečná velké části autobusů MHD či stanoviště taxislužby. Naproti nádraží byly železniční opravny ŽOS s 1200 zaměstnanci. Z nádraží zmizely v roce 2013 všechny služby.[25] V zimě 2015/2016 byla zahájena přestavba celého železničního areálu. Nová nádražní budova, nástupiště s podchodem, schodišti a výtahy byla otevřena 17. prosince 2016.[26]

Z českolipského hlavního nádraží byla dříve trať do Liberce vedena přes nádraží Česká Lípa město a zastávku Dobranov (budova dodnes existuje) do zastávky Vlčí Důl. Vlaky od Děčína na Liberec však musely být přes Českou Lípu vedeny úvratí (tj. ne přímo) a proto bylo rozhodnuto o výstavbě nové přeložky. Po jejím zprovoznění v roce 1989 byl tento šestikilometrový úsek zrušen, koleje od nádraží Česká Lípa město do Vlčího Dolu byly demontovány a na části úseku vznikla cyklostezka Vlčí Důl. Nádražní budovu bývalého městského nádraží a navazující koleje v České Lípě mělo město zájem odkoupit, kvůli výši částky však k dohodě dlouho nedocházelo. Město získalo budovu bývalého nádraží až v roce 2021 s cílem vybudovat na jejím místě nové objekty a komunikace.
Pro celou trať jsou charakteristické nádražní budovy z červených cihel. Takto postavené budovy najdeme mimo jiné v Liberci-Horním Růžodole, Karlově pod Ještědem, Kryštofově Údolí, Novině, Křižanech, Zdislavě, Rynolticích, Lvové, Jablonném v Podještědí, Velkém Valtinově, Brništi (staré nádraží), Velkém Grunově, Pertolticích pod Ralskem, Mimoni nebo v Zákupech-Božíkově.

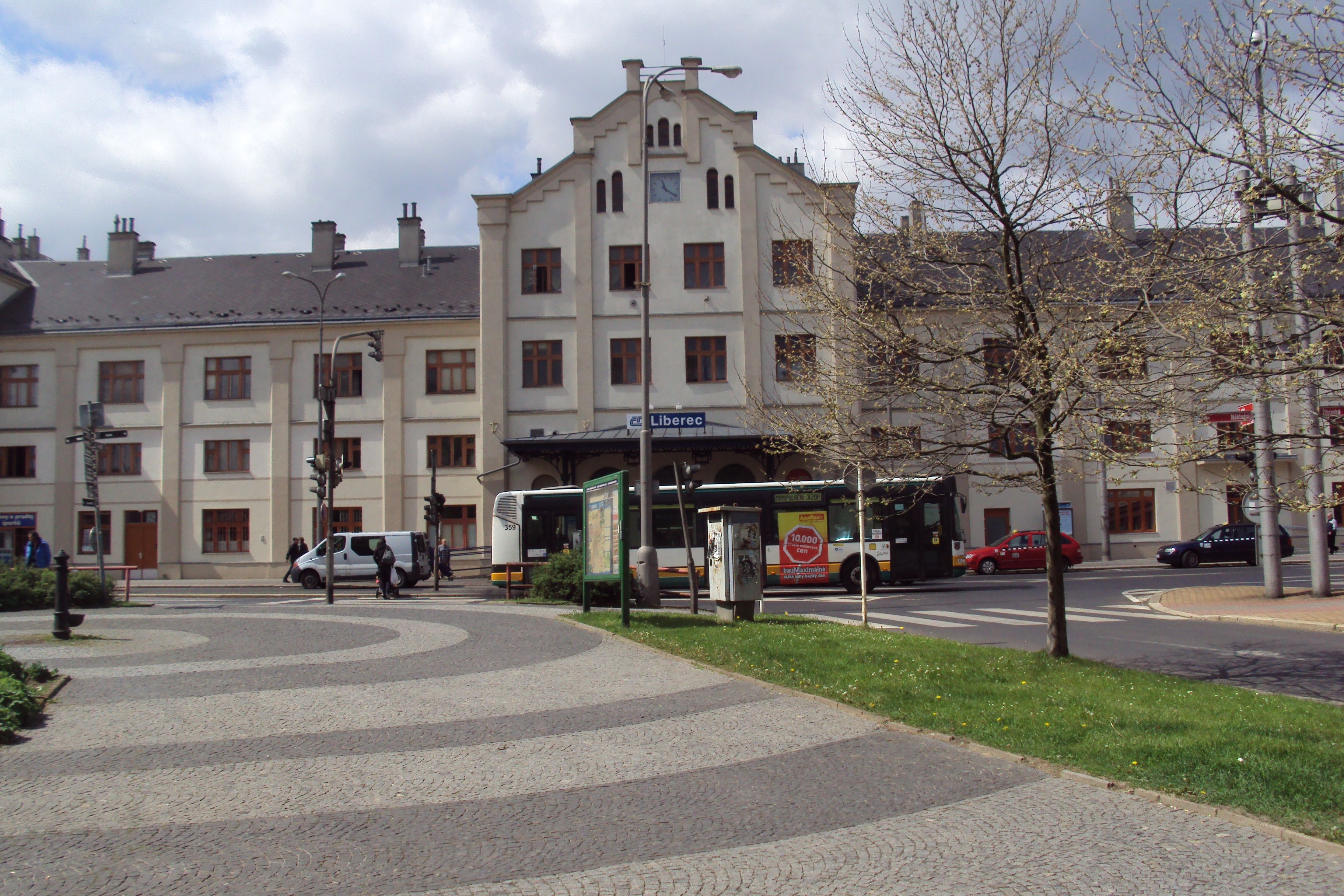
Liberec
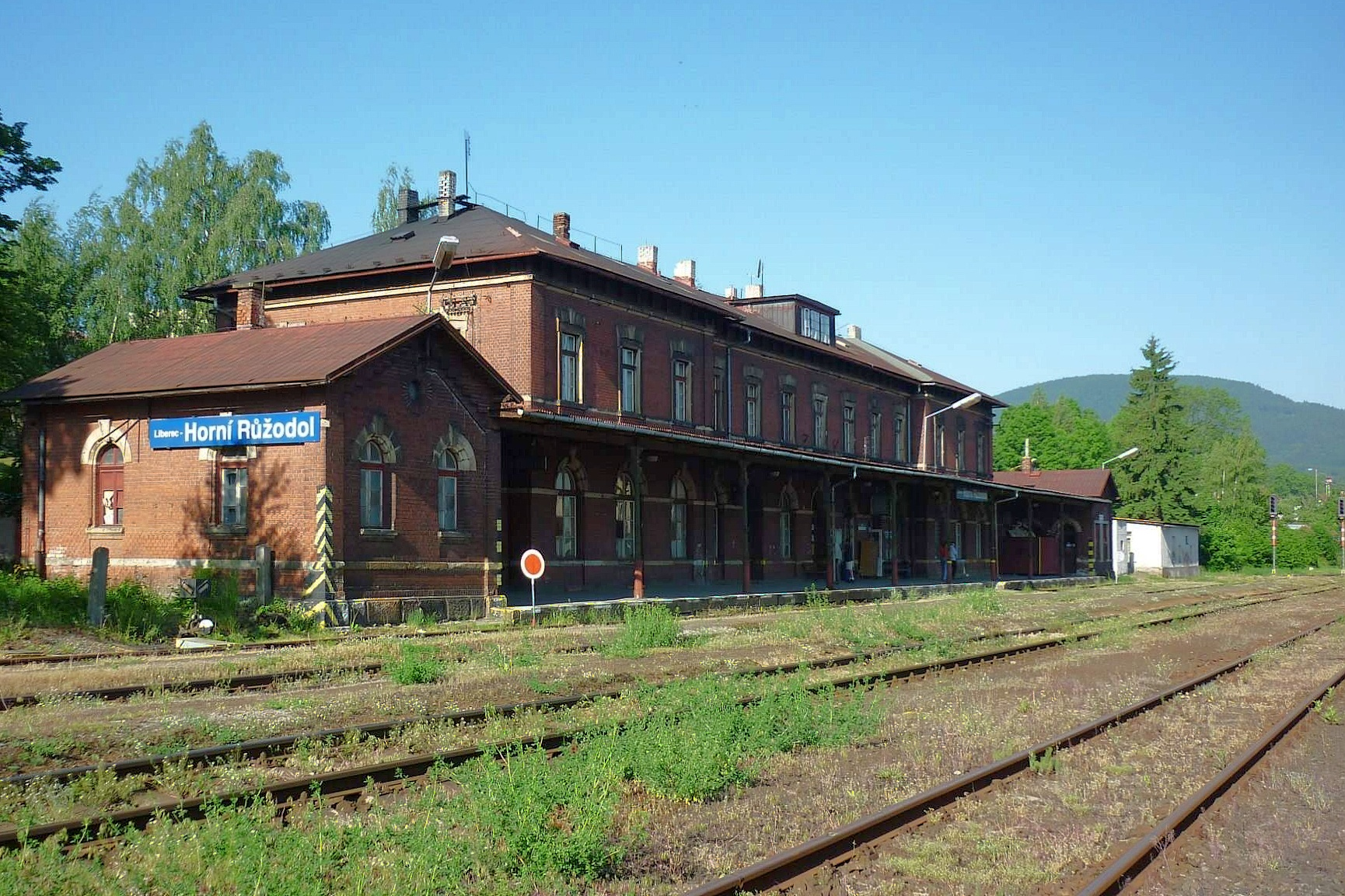
Liberec-Horní Růžodol
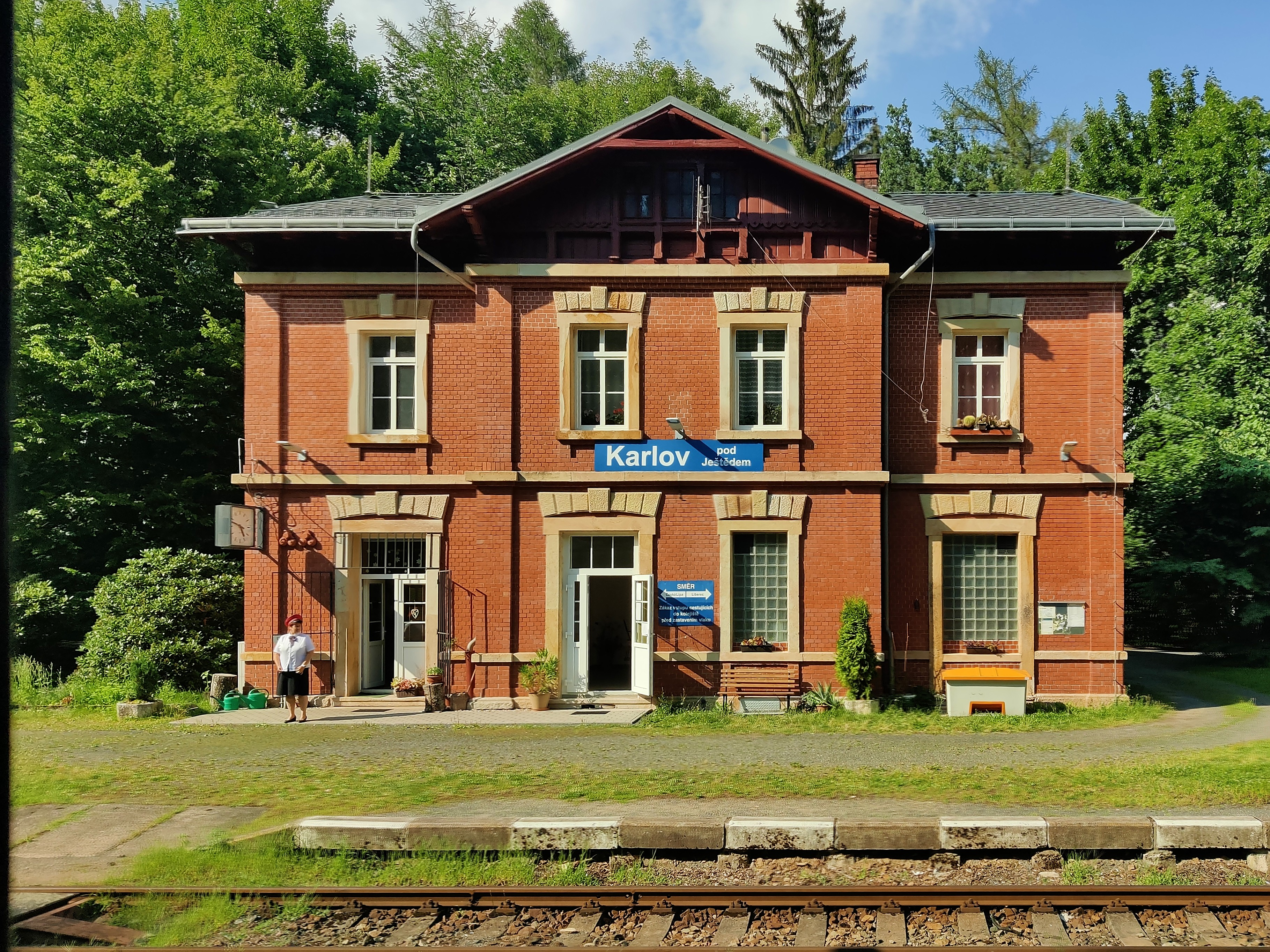
Karlov pod Ještědem
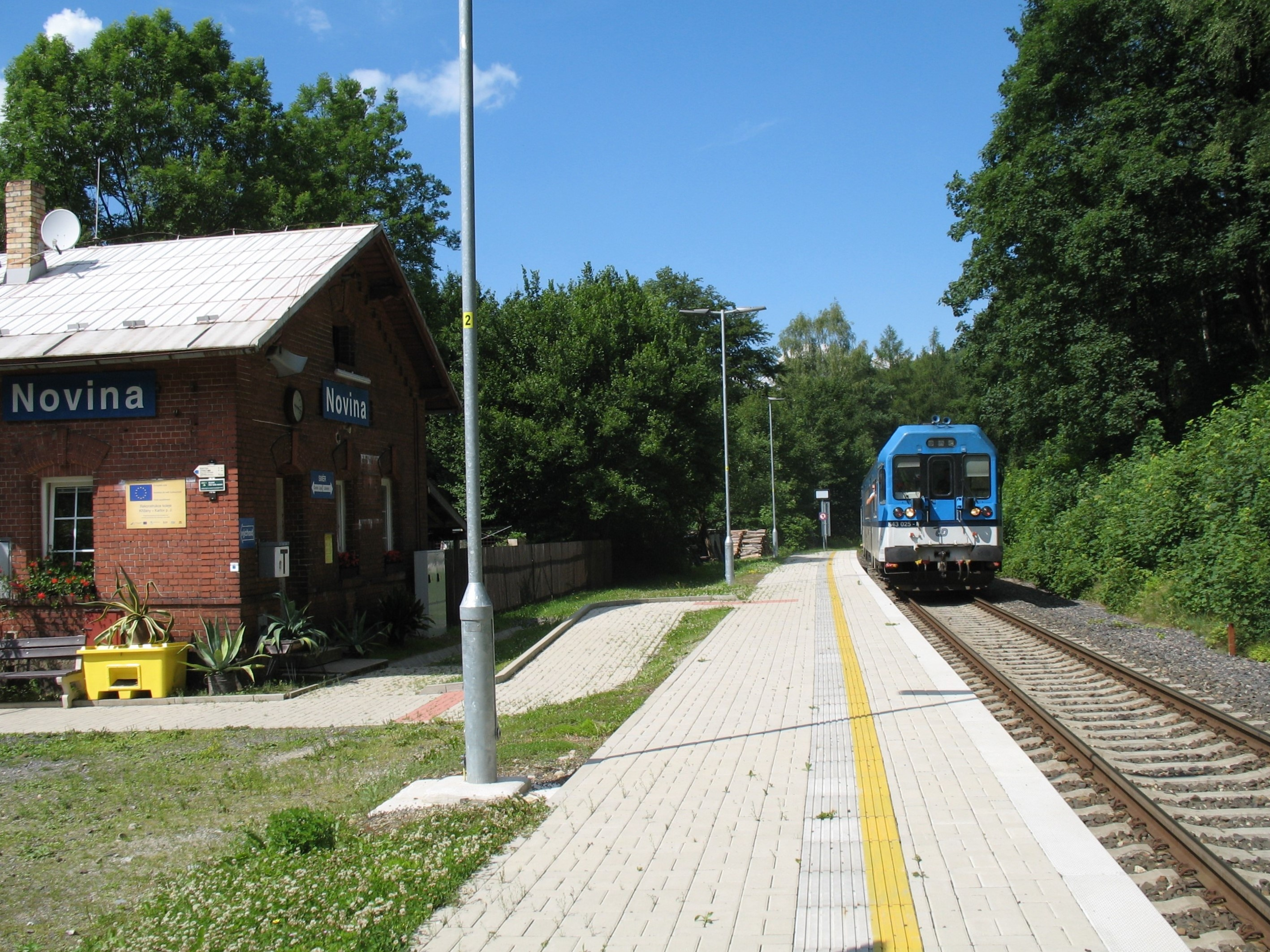
Novina
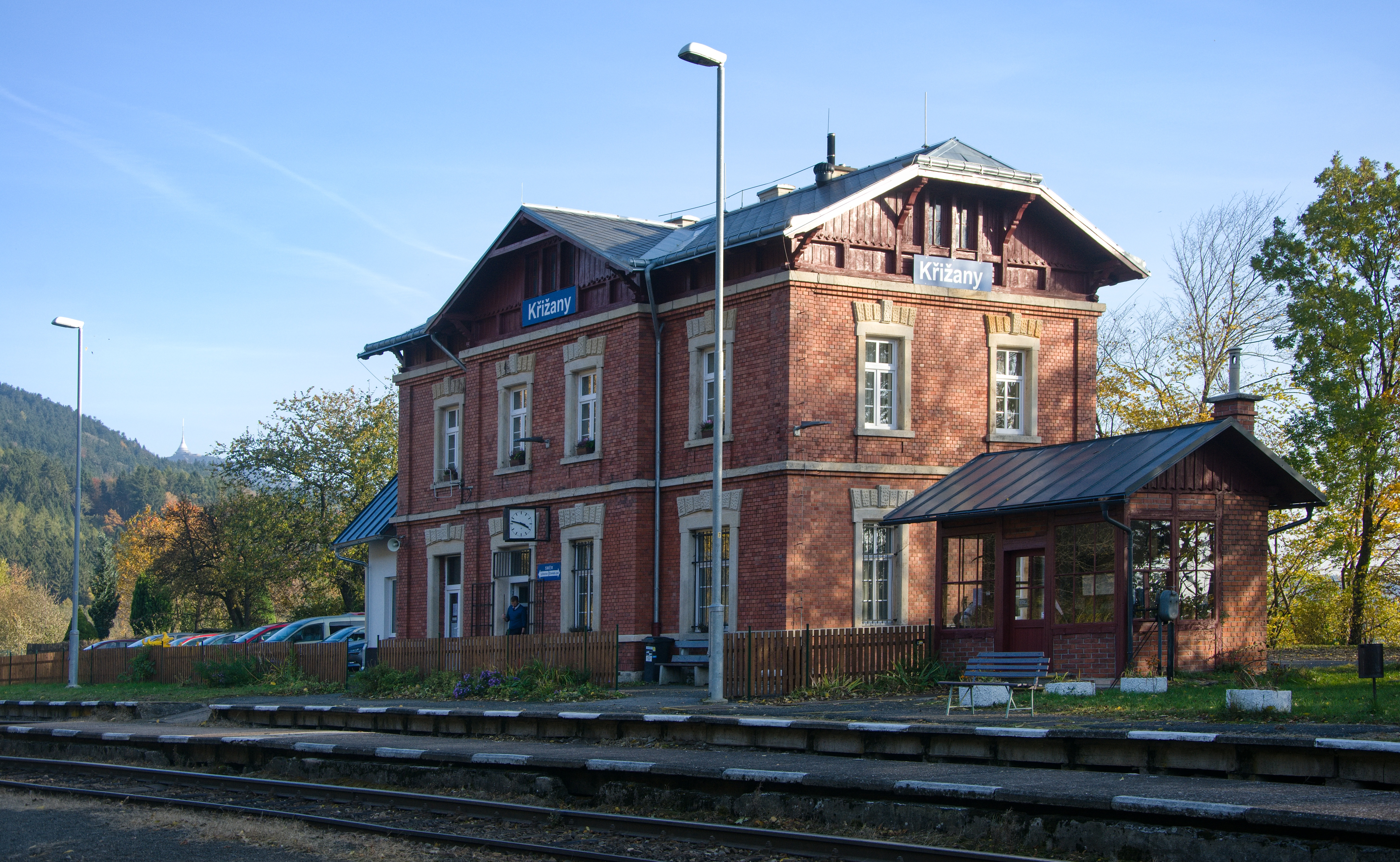
Křižany
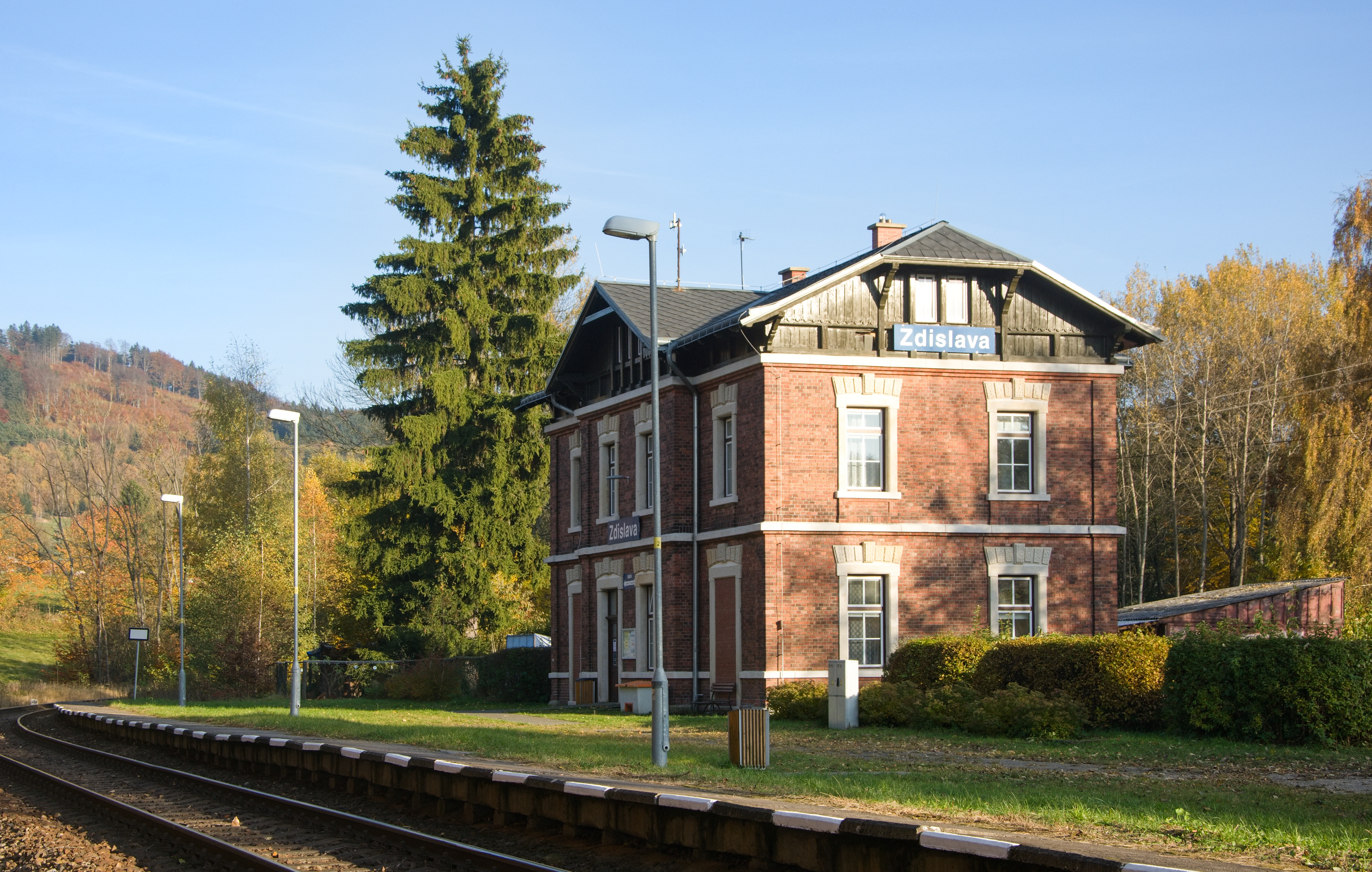
Zdislava
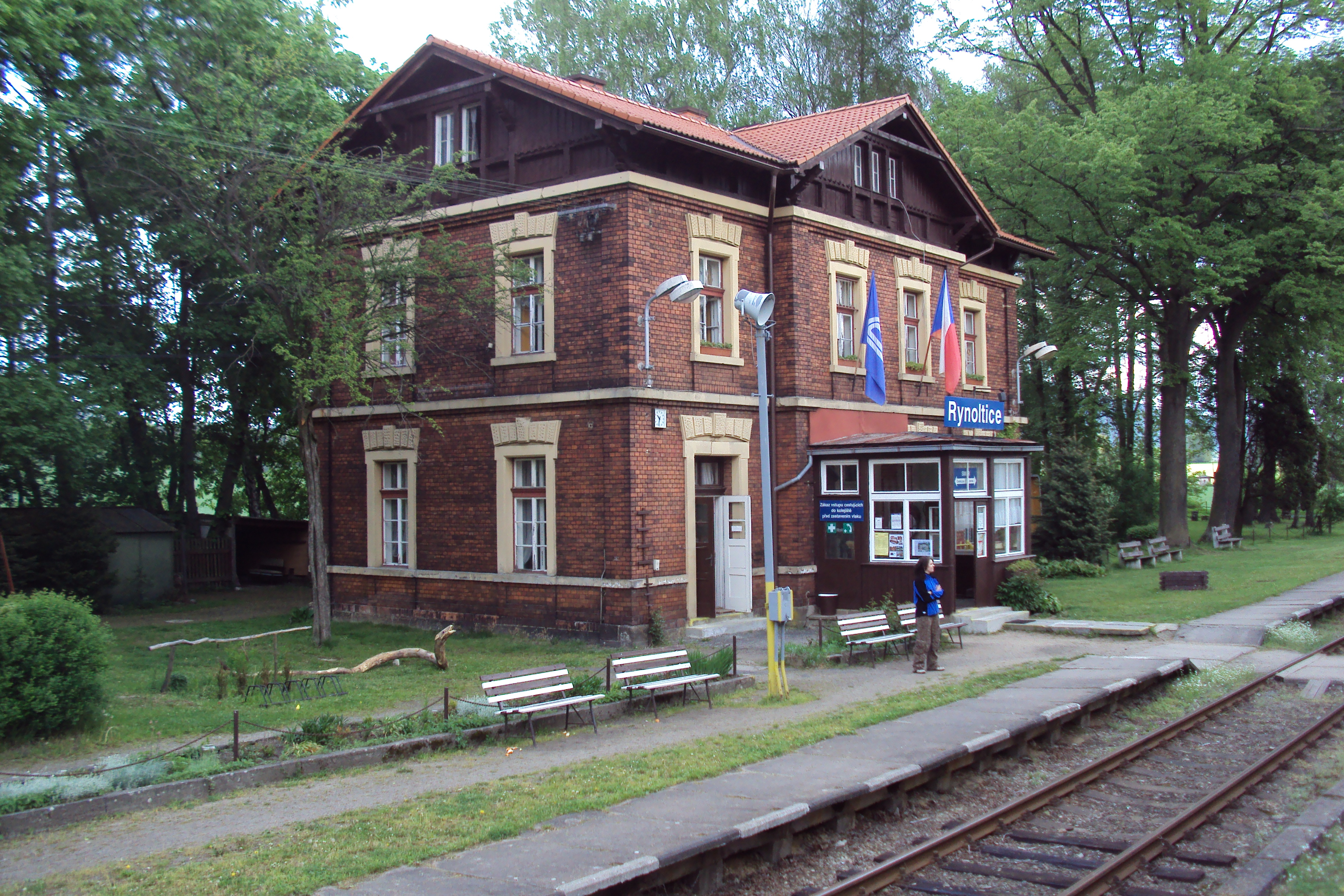
Rynoltice
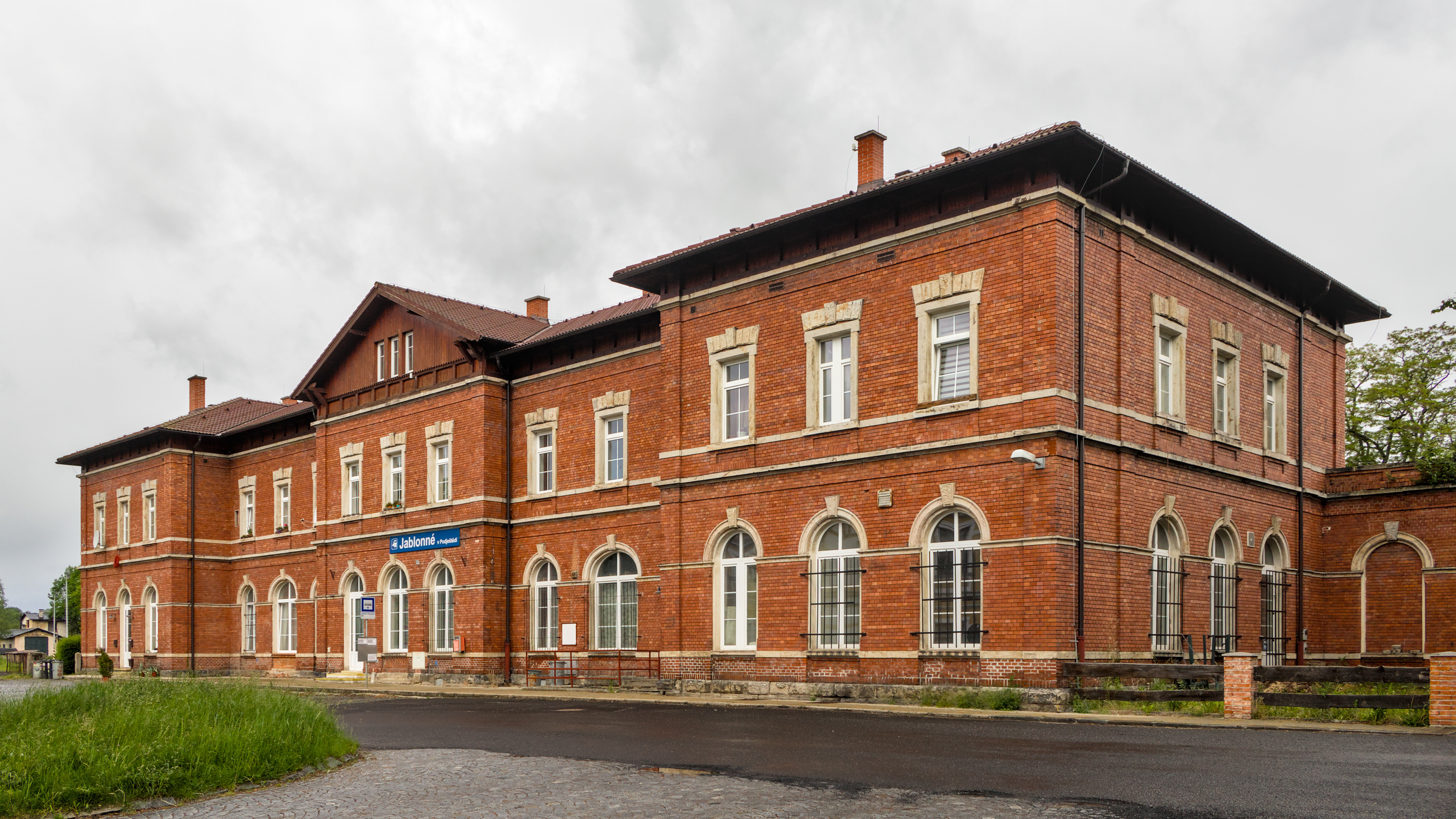
Jablonné v Podještědí
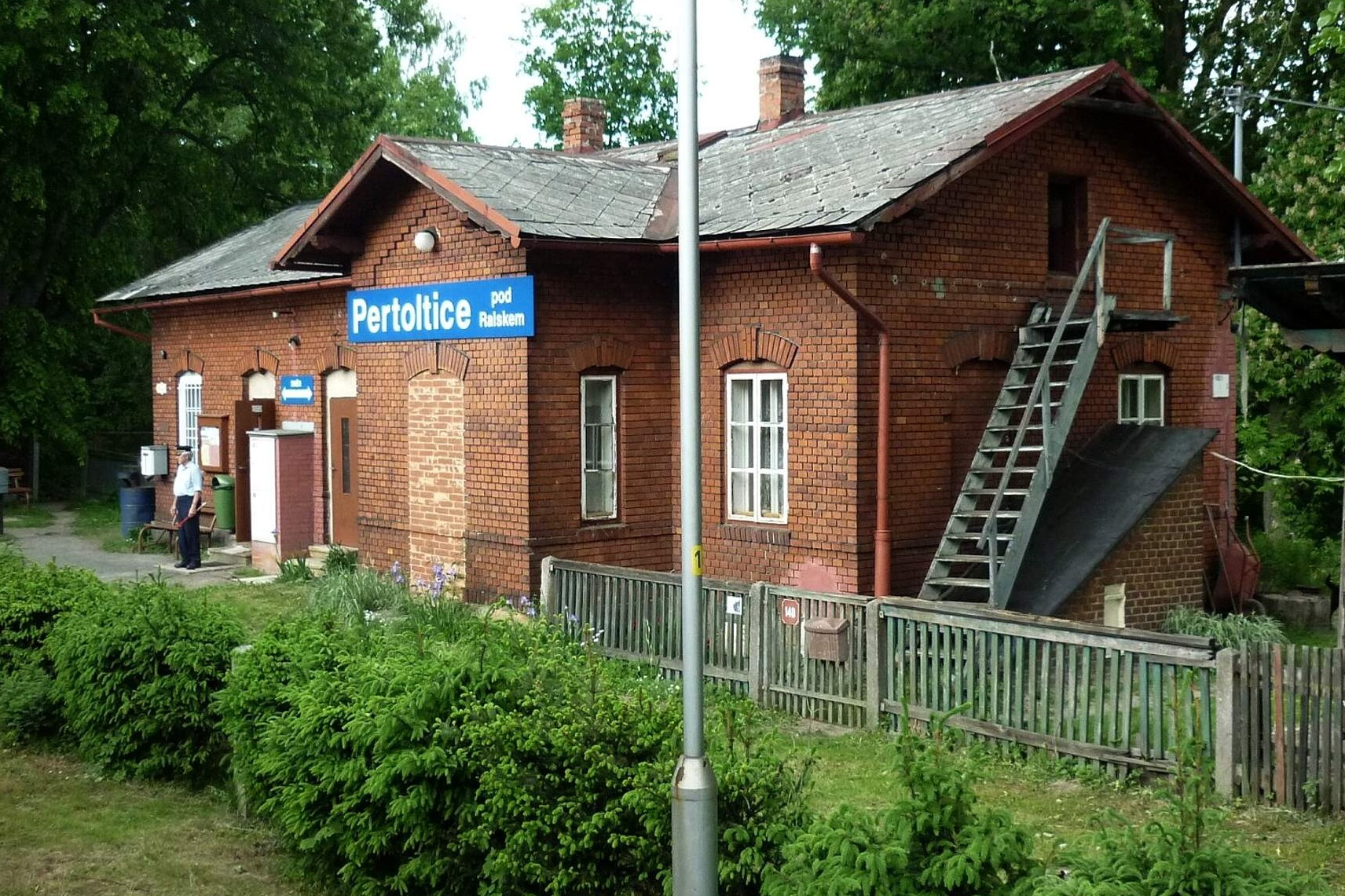
Pertoltice pod Ralskem
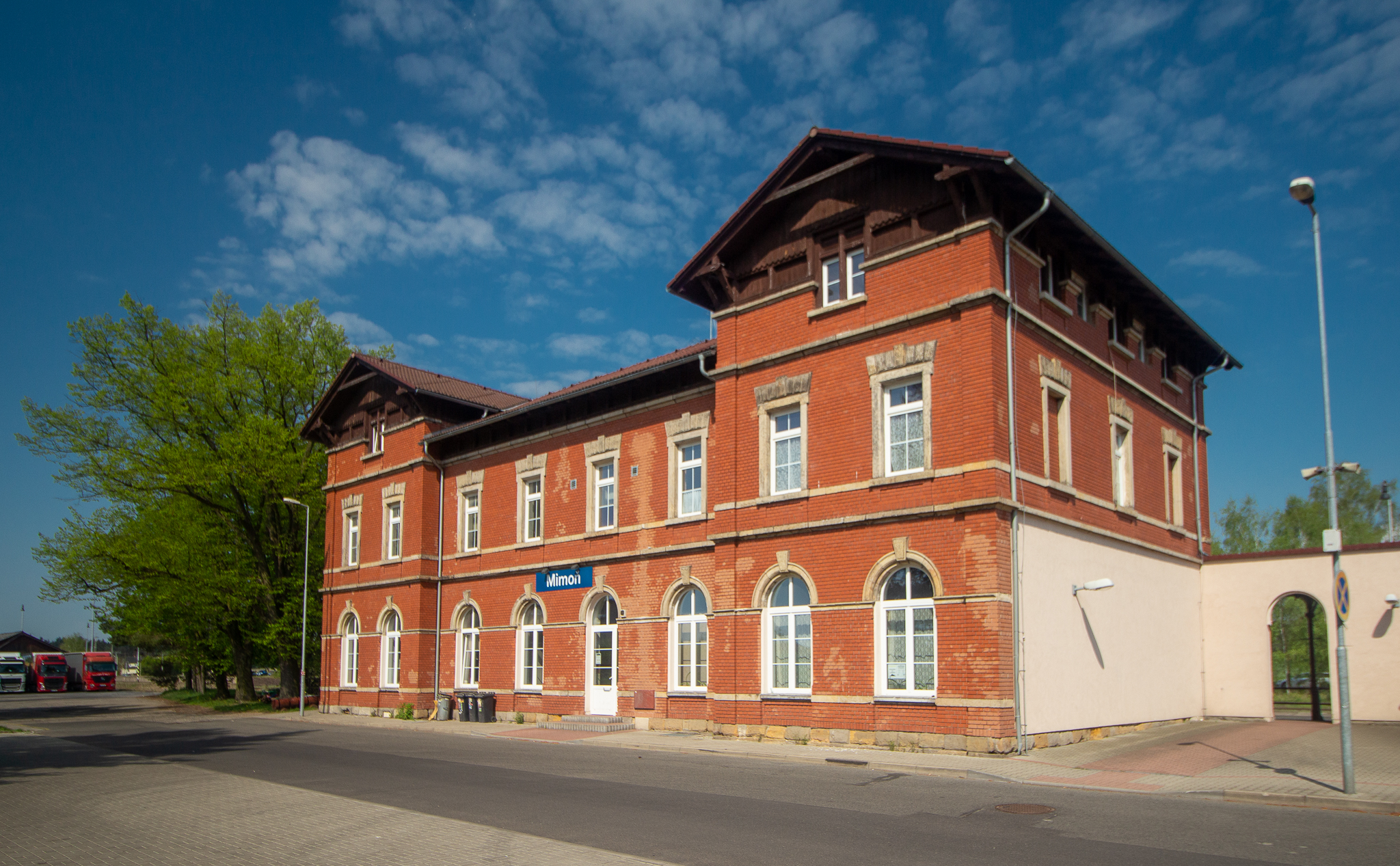
Mimoň
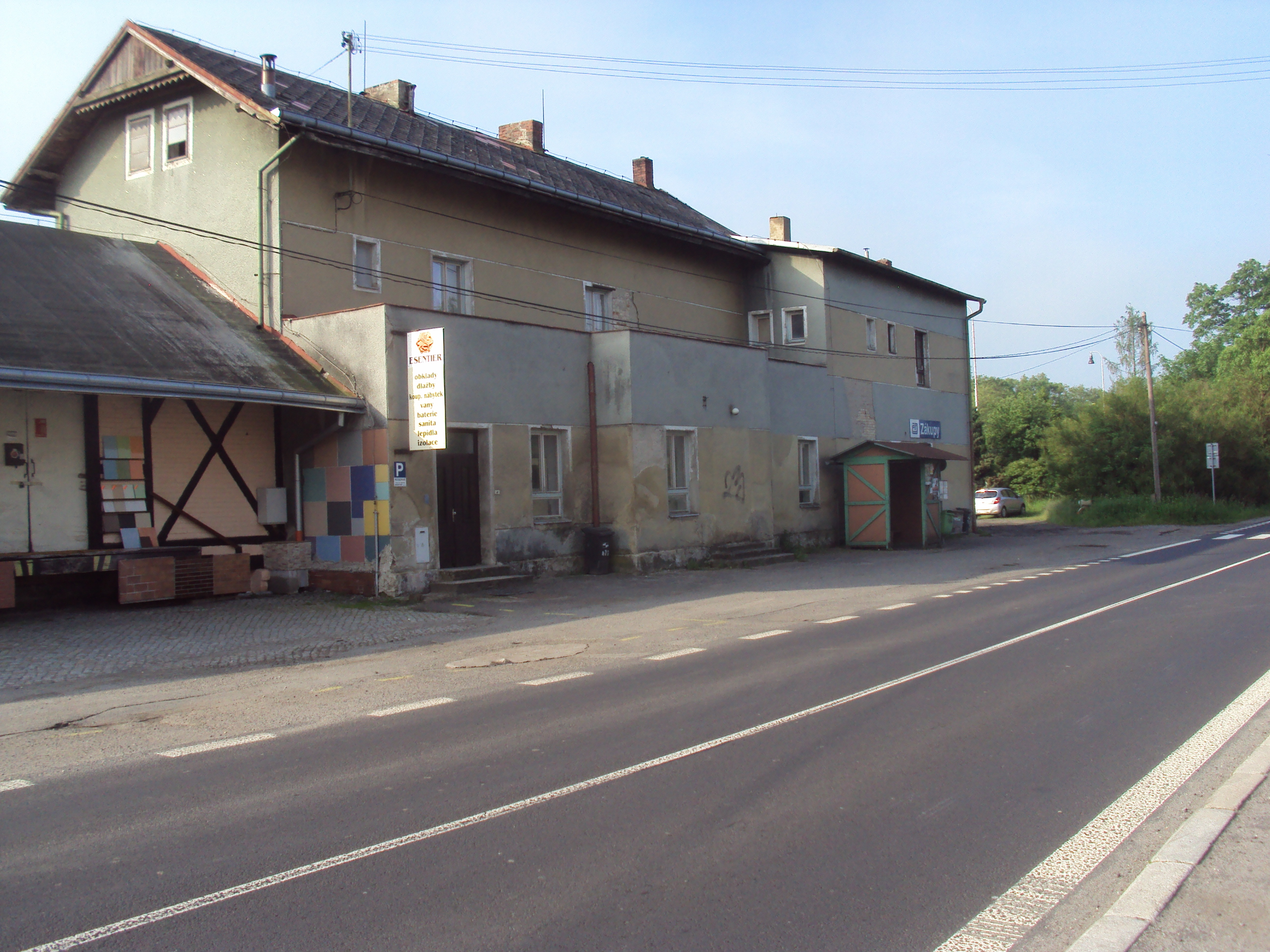
Zákupy
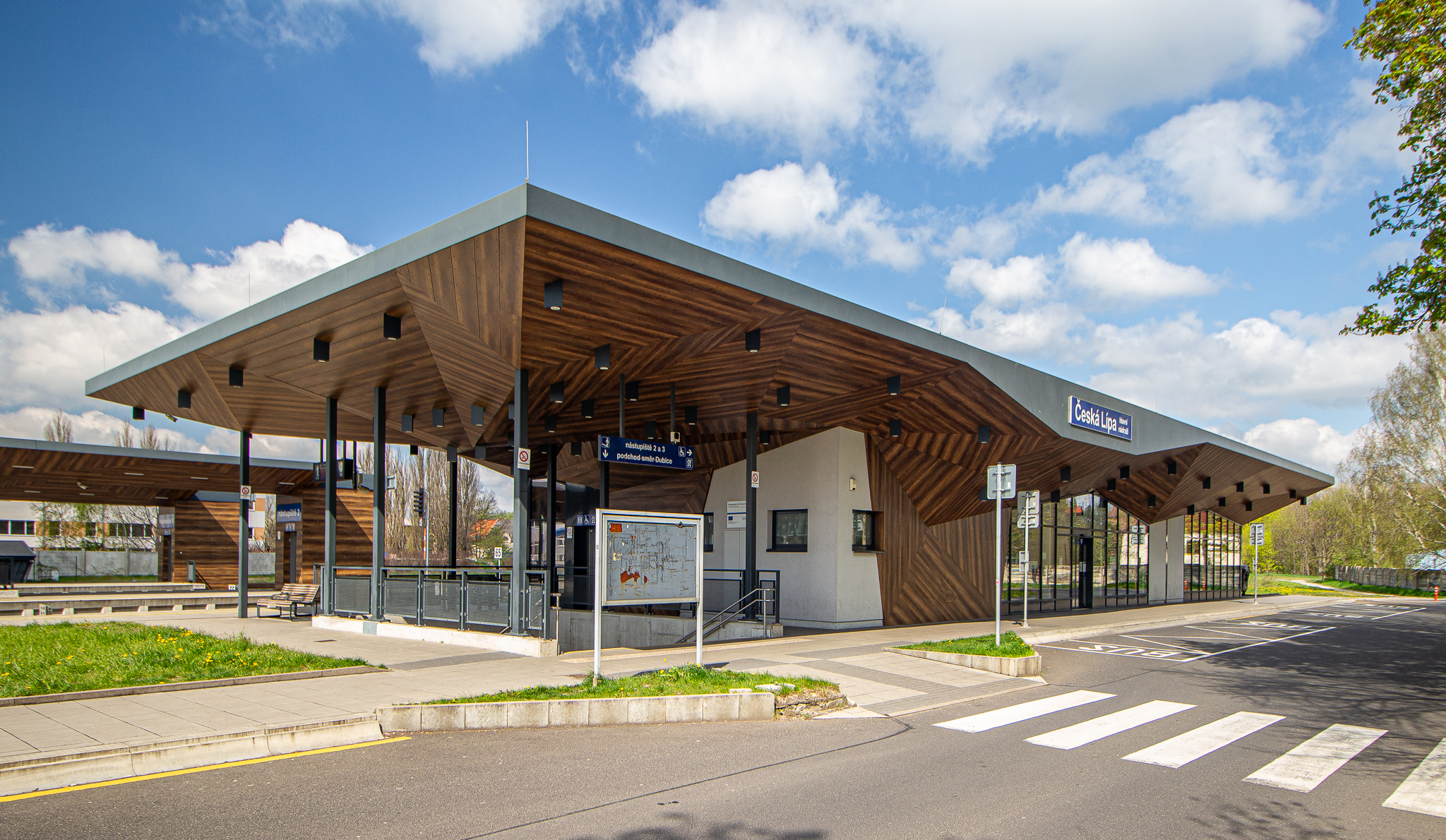
Česká Lípa hl.n.